# Gölmarmara
Gölmarmara is een Turks district in de provincie Manisa en telt 16.087 inwoners (2007). Het district heeft een oppervlakte van 288,34 km². De naam van het district verwijst naar de Turkse naam van het aangrenzende Marmarameer.
De bevolkingsontwikkeling van het district is weergegeven in onderstaande tabel.
| 1997   | 2000   | 2007   |
| ------ | ------ | ------ |
| 16.996 | 17.831 | 16.087 |